# Kenneth Diplock, Baron Diplock
William John Kenneth Diplock, Baron Diplock PC KC (* 8. Dezember 1907 in South Croydon; † 14. Oktober 1985 in London) war ein britischer Jurist, der zuletzt als Lord of Appeal in Ordinary aufgrund des Appellate Jurisdiction Act 1876 als Life Peer auch Mitglied des House of Lords war.

## Leben

### Studium, Lordrichter und Oberhausmitglied
Diplock, Sohn eines Solicitor, absolvierte nach dem Besuch der Whitgift School ein Studium der Chemie am University College der University of Oxford. Nach einem anschließenden Studium der Rechtswissenschaften erhielt er 1932 seine anwaltliche Zulassung bei der Rechtsanwaltskammer (Inns of Court) von Middle Temple und nahm danach eine Tätigkeit als Barrister auf. Für seine anwaltlichen Verdienste wurde ihm 1948 der Titel eines Kronanwalts (King’s Counsel) verliehen.
1956 wurde er Richter an der Kammer für Zivilsachen (Queen’s Bench Division) an dem für England und Wales zuständigen High Court of Justice und bekleidete dieses Richteramt bis 1961. Zugleich wurde er 1956 zum Knight Bachelor geschlagen und führte seither den Namenszusatz „Sir“. Nach Beendigung dieser Richtertätigkeit erfolgte 1961 seine Berufung zum Richter (Lord Justice of Appeal) am Court of Appeal, dem für England und Wales zuständigen Appellationsgericht, an dem er bis 1968 tätig war. Daneben wurde er 1961 auch zum Privy Councillor ernannt.
Zuletzt wurde Diplock durch ein Letters Patent vom 30. September 1968 aufgrund des Appellate Jurisdiction Act 1876 als Life Peer mit dem Titel Baron Diplock, of Wansford in the County of Huntingdonshire, zum Mitglied des House of Lords in den Adelsstand berufen und wirkte bis zu seinem Tod 1985 als Lordrichter (Lord of Appeal in Ordinary).
Als Lordrichter leitete er 1972 eine Kommission zur Durchsetzung gesetzlicher Maßnahmen gegen den Terrorismus in Nordirland, die aufgrund des Abschlussberichts Report of the Commission to consider legal procedures to deal with terrorist activities in Northern Ireland zur Einführung der nach ihm benannten juryfreien Gerichte („Diplock Courts“) im Nordirlandkonflikt führten. Zum Zeitpunkt seines Todes war Lord Diplock der dienstälteste Lordrichter im Oberhaus.

### Bedeutende Urteile als Lordrichter
Während seiner Amtszeit als Lordrichter wirkte er bei wichtigen Entscheidungen mit wie zum Beispiel:
- Whitehouse v Lemon; Whitehouse v Gay News Ltd (1979): In diesen beiden Verfahren befassten sich die Lordrichter mit der Thematik der Blasphemie.
- O'Reilly v Mackman (1983): In diesem Verfahren befassten sich die Lordrichter mit den Voraussetzungen für gerichtliche Überprüfungen. Dabei entschieden die Lawlords, dass im Fall der Betroffenheit von öffentlichrechtlichen Rechten die Kläger nur im Wege einer gerichtlichen Überprüfung vorgehen könnten.
- Council of Civil Service Unions v Minister for the Civil Service (1985): In diesem Verfahren ging es um erneut die Voraussetzungen für gerichtliche Überprüfungen. Lord Diplock verfasste die Urteilsbegründung und legte dabei die Gründe für die Abkehr von einer Verwaltungsentscheidung durch gerichtliche Überprüfung auf Fälle der Illegalität, Irrationalität (Unvernunft) sowie verfahrensrechtliche Ungehörigkeit fest.
- Harvela Investments Ltd v Royal Trust of Canada (CI) Ltd (1986): In diesem Verfahren aus dem Contract law (Vertragsrecht) ging es um die Gültigkeit referenzieller Gebote in Ausschreibungen.

## Veröffentlichungen
- Isis or The future of Oxford, 1929
- The courts as legislators, 1965
- Breach of the contract of carriage by sea, 1967
- The roles of the judicial process in the regulation of competition, 1967
- The interception of communications in Great Britain, 1981